# Toui de D'Achille
Nannopsittaca dachilleae
Espèce
Statut de conservation UICN

 NT  : Quasi menacé
Statut CITES
Le Toui de D'Achille (Nannopsittaca dachilleae) est une espèce d'oiseaux appartenant à la famille des Psittacidae du Pérou et de Bolivie.

## Alimentation
Cet oiseau consomme des graines, des baies, des fruits, des insectes et des larves.